# Laccophilus propinquus
Laccophilus propinquus är en skalbaggsart som beskrevs av Omer-cooper 1958. Laccophilus propinquus ingår i släktet Laccophilus och familjen dykare. Inga underarter finns listade i Catalogue of Life.